# Wspomnienia Emanon
Wspomnienia Emanon (jap. おもいでエマノン Omoide Emanon) – manga autorstwa Kenjiego Tsuruty, oparta na powieści z 1983 roku, napisanej przez Shinjiego Kajio. Była publikowana na łamach magazynu „Gekkan Comic Ryū” wydawnictwa Tokuma Shoten od września 2006 do stycznia 2008. Sequel serii, zatytułowany Sasurai Emanon, ukazywał się w tym samym magazynie od października 2008 do grudnia 2017.

## Fabuła
Historia opowiada o podróżach Emanon (jap. エマノン; anagram wyrazów „No Name”), tajemniczej młodej kobiety, która posiada pamięć sprzed trzech miliardów lat, sięgającą stworzenia życia. Emanon odradzała się niezliczoną ilość razy, zachowując wszystkie wspomnienia i doświadczenia ze wszystkich swoich poprzednich żyć. Wędruje po świecie bez wyraźnego celu i będzie to robić jeszcze wiele razy w przyszłości.

## Publikacja
Manga autorstwa Kenjiego Tsuruty powstała na bazie powieści z 1983 roku, napisanej przez Shinjiego Kajio. Seria ukazywała się od 19 września 2006 do 19 stycznia 2008 w magazynie „Gekkan Comic Ryū”. Wydawnictwo Tokuma Shoten zebrało jej rozdziały w jednym widebanie, opublikowanym 20 maja 2008. W Polsce prawa do dystrybucji mangi nabyło wydawnictwo Studio JG, jej premiera odbyła się zaś 30 września 2019.
Adaptacja powieści Kajio z 1992 roku, zatytułowana Sasurai Emanon (jap. さすらいエマノン), była wydawana w magazynie „Gekkan Comic Ryū” od 18 października 2008 do 19 grudnia 2017. Została zebrana w tomach, wydanych między 3 kwietnia 2012 a 26 kwietnia 2018.

## Odbiór
W 2009 roku manga Wspomnienia Emanon była nominowana do nagrody Seiun w kategorii komiks. W 2019 roku, na corocznym panelu „Najlepsza i najgorsza manga” podczas konwentu San Diego Comic-Con, seria została wyróżniona w kategorii „Niedoceniana, ale wspaniała manga”.